# Bâtiment central de l'université de Liège
Le bâtiment central de l'université de Liège est un bâtiment de l'université de Liège (A1) situé place du Vingt-Août à Liège et construit en plusieurs phases entre 1717 et 1892. Il abrite le rectorat, l'administration et la faculté de philosophie et lettres de l'université.

## Description
Le bâtiment central est composé de plusieurs éléments édifiés au fur des multiples agrandissements.

### Aile Paquay Barbière
La plus ancienne composante es t celle située perpendiculairement à la place du Vingt-Août. Cette aile abritait le collège des Jésuites et fut construite par l'architecte Paquay Barbière en 1717.

### Salle académique

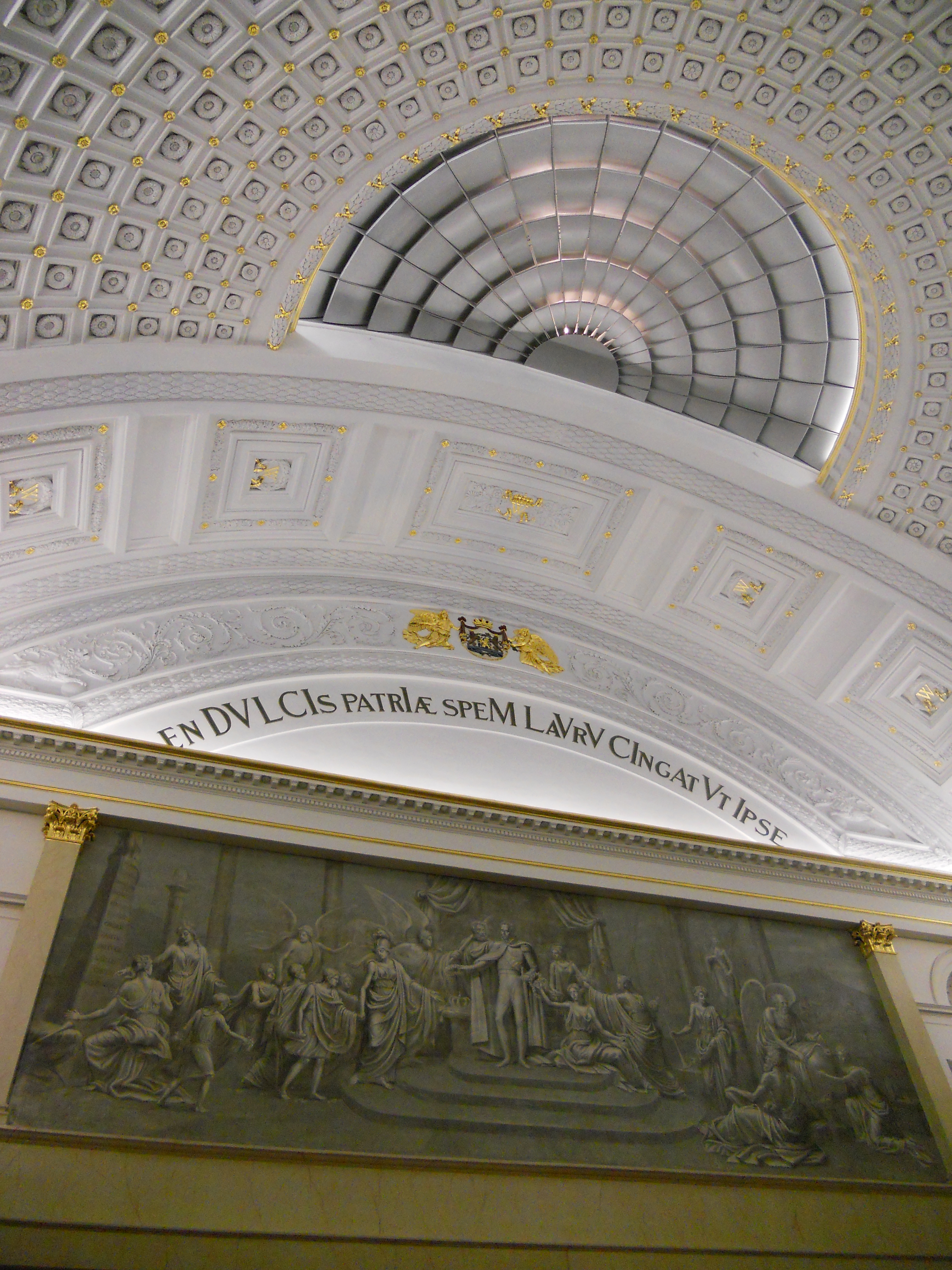
Salle académique de l'université

Dans la cour centrale se situe le bâtiment de la salle académique. Le bâtiment parallélépipédique fut construit par Jean-Noël Chevron en 1824 à l'emplacement de l'ancienne église des Jésuites dont elle a repris certains matériaux.
La salle académique, appelée aussi Palais de l'Université, est un bâtiment isolé de forme parallélépipédique de 26 mètres sur 31. La façade du bâtiment était composée d'un portique à 8 colonnes ioniques. Sur la frise plate figurait lettres de bronze « UNIVERSIS DISCIPLINIS ».
En 1874, la commission des locaux qualifie la salle académique d'étouffoir et de triste monument, allant même jusqu'à préconiser sa démolition : « Personne, croyons-nous, ne songera à prendre la défense de cet édifice dont le seul mérite est l'inscription qu'il porte ».
De 1889 à 1892, l'Université se dote d'une nouvelle façade accolée à la salle académique. Le péristyle de la salle académique, son vestibule et une partie de la toiture vont ainsi disparaître.
Le 24 janvier 1983, la salle académique est classé au patrimoine exceptionnel de la Région wallonne et considéré comme le bâtiment le plus prestigieux de l'Université et un des plus remarquables exemples d'architecture néoclassique du pays.
En 2005, la salle académique est restaurée en profondeur.

### Façade et institut de chimie
La nouvelle façade devant de la salle académique ainsi que son prolongement, un des anciens instituts de chimie, datant de 1892 sont construits par Laurent Demany.
La façade est agrémentée de six sculptures en bronze, allégories des enseignements de l’Université :
Au 1er étage :
- Les Arts et Manufactures, soit les techniques, de Jules Lagae, dans la niche à droite de l’entrée identifiables par les attributs de la roue et du marteau
- L’Étude, de Maurice de Mathelin, dans la niche de gauche avec une feuille de papier et une plume.

Au-dessus de l’entablement, quatre personnages masculins illustrent :
- Le Droit, d'Alphonse de Tombay, doté d’une plume et d’un rouleau
- La Philosophie, de Léon Mignon, tenant un livre en main et son menton de l’autre en signe de réflexion
- Les Mathématiques, de Joseph Pollard, avec une sphère et un compas
- La Médecine, de Hippolyte Leroy, reconnaissable à son caducée.

## Services administratifs
- Administration de l'Enseignement et des Étudiants
- Administration des Ressources financières
- Administration des Ressources humaines
- Administration Recherche et Développement
- Service Général d'Informatique
- Service des Affaires juridiques

## Faculté de Philosophie et Lettres

### Départements
- Département de Philosophie
- Département des Sciences de l'Antiquité
- Département des Arts et Sciences de la Communication

### Unité de documentation
- Unité de Documentation (UD) de Communication
- Unité de Documentation (UD) des Langues et littératures classiques
- Unité de Documentation (UD) des Langues et littératures orientales
- Unité de Documentation (UD) de Philosophie